# Carlos Benavides Vega
Carlos Benavides Vega (Guayaquil, 1931 - 1999), también conocido por el seudónimo Álvaro San Félix, fue un poeta, actor y dramaturgo ecuatoriano.

## Trayectoria literaria
Durante la década de 1950 perteneció al grupo de poesía denominado «Club 7», una agrupación de siete poetas jóvenes que alcanzaron gran notoriedad en la prensa local de la época. Además de Benavides, el grupo incluyó a David Ledesma Vásquez, Ileana Espinel, Miguel Donoso Pareja, Gastón Hidalgo, Charles Abadíe Silva y Sergio Román Armendáriz. Donoso y Abadíe abandonaron el grupo luego de enterarse de la homosexualidad de Benavides y de Ledesma.
Se inició como dramaturgo en 1962 con la obra Las ranas del mar, con la que obtuvo el segundo lugar en un concurso local de teatro (por detrás de José Martínez Queirolo).
Su obra teatral La herida de Dios, en que explora la figura del expresidente Gabriel García Moreno, ganó el Premio Nacional de Literatura Aurelio Espinosa Pólit en su edición de 1978. Otras figuras históricas retratadas en las piezas teatrales de Benavides incluyen a Juan Montalvo, Manuela Sáenz y Federico González Suárez.

## Obras
Entre sus obras teatrales más representativas destacan:
- Las ranas del mar (1962)
- Un caballo para Elena (1976)
- La herida de Dios (1979)
- Espejo, Alias Chushig (1979)
- Caudillo en llamas (1980)